# 友個人99世界巡迴演唱會
友個人99世界巡迴演唱會又被稱為99友個人演唱會是香港歌手張學友在1999年於世界各地舉行的一次世界巡迴演唱會，共巡演66場，是張學友歷年演唱會中被樂評人及樂迷評價最高的演唱會表演之一。演唱會於當年發行CD，VCD以及DVD。

## 演唱會模式
此次演唱會，張學友放棄了過去於紅磡體育館的傳統中央舞臺四面觀眾席模式，而選擇了新啟用的香港會議展覽中心的單面舞臺，更加接近於西方歌手的表演模式，以便令觀眾更加集中注意力到舞臺；演奏樂隊則可以直面觀眾，達到凸顯音樂效果并令樂隊可以與歌手融為一體，張學友在很多表演中手持吉他，與其他樂隊成員配合默契；甚至於與其他和音歌手並排而唱。而樂隊成員亦多數來自于美國以及加拿大。
張學友在表演的過程中亦拋棄了過往華麗的服飾，以休閒服裝來另自己更加貼近自然，便於與觀眾打成一片。其在多場的表演當中多次用及其投入的唱法來演繹歌曲，演唱會中的一些曲目亦成為另其樂迷所津津樂道的經典表演，如《真情流露》，《馬路英雄》等。
在接受蘋果日報的訪問時張學友亦表示：我覺得是時候做出新的嘗試，我要將屬於我自己內在的東西表現出來，讓樂迷能夠以音樂的角度來觀賞我的表演。我自始至終都會唱歌，要繼續唱下去，就必須要走出這一步！

## 主要演職人員
- 出品人／籌劃總監：陳淑芬
- 演唱會總監：陳永鎬
- 導演：張淑儀
- 音樂總監：Richard Yuen
- 樂師：Melchior Sarreal、John Von Seggern、Mark Williams、Charies Huntley、Jim Knettle、Stephen Hogg、Anthony Fernandes、黃偉明等
- 形象及服裝設計：奚仲文
- 音響：關民基、黃英忠
- 燈光設計：司徒小波
- 舞台設計：周炳坤

## 影響
作為統治華語樂壇一個時代的四大天王之一，張學友以及其餘三大天王在過往的演唱會表演無論舞臺效果或是服飾大多以華麗著稱，而此次演唱會張學友拋棄過往元素，大膽了開創出以音樂為主，令歌迷更加投入的單視覺模式，亦算作是一種大膽的嘗試，並獲得了成功。
新巴為配合會展舉行此次演唱會，特別加開三條特別路線８Ｒ﹑１８Ｒ及２０Ｒ，分別由香港會議展覽中心新翼往小西灣﹑西環（荷蘭街）及金鐘地鐵站。該三條路線於1999年2月5日至3月11日每晚演唱會完畢後提供散場服務。

## 巡迴場次
| 場次 | 日期    | 國家／地區       | 省份／城市                  | 場館                      |
| ---- | ------- | ---------------- | --------------------------- | ------------------------- |
| 1    | 2月5日  | 香港             | 香港特別行政區              | 香港會議展覽中心新翼      |
| 2    | 2月6日  | 香港             | 香港特別行政區              | 香港會議展覽中心新翼      |
| 3    | 2月7日  | 香港             | 香港特別行政區              | 香港會議展覽中心新翼      |
| 4    | 2月8日  | 香港             | 香港特別行政區              | 香港會議展覽中心新翼      |
| 5    | 2月9日  | 香港             | 香港特別行政區              | 香港會議展覽中心新翼      |
| 6    | 2月10日 | 香港             | 香港特別行政區              | 香港會議展覽中心新翼      |
| 7    | 2月11日 | 香港             | 香港特別行政區              | 香港會議展覽中心新翼      |
| 8    | 2月12日 | 香港             | 香港特別行政區              | 香港會議展覽中心新翼      |
| 9    | 2月13日 | 香港             | 香港特別行政區              | 香港會議展覽中心新翼      |
| 10   | 2月14日 | 香港             | 香港特別行政區              | 香港會議展覽中心新翼      |
| 11   | 2月15日 | 香港             | 香港特別行政區              | 香港會議展覽中心新翼      |
| 12   | 2月16日 | 香港             | 香港特別行政區              | 香港會議展覽中心新翼      |
| 13   | 2月17日 | 香港             | 香港特別行政區              | 香港會議展覽中心新翼      |
| 14   | 2月18日 | 香港             | 香港特別行政區              | 香港會議展覽中心新翼      |
| 15   | 2月19日 | 香港             | 香港特別行政區              | 香港會議展覽中心新翼      |
| 16   | 2月20日 | 香港             | 香港特別行政區              | 香港會議展覽中心新翼      |
| 17   | 2月21日 | 香港             | 香港特別行政區              | 香港會議展覽中心新翼      |
| 18   | 2月22日 | 香港             | 香港特別行政區              | 香港會議展覽中心新翼      |
| 19   | 2月23日 | 香港             | 香港特別行政區              | 香港會議展覽中心新翼      |
| 20   | 2月24日 | 香港             | 香港特別行政區              | 香港會議展覽中心新翼      |
| 21   | 2月25日 | 香港             | 香港特別行政區              | 香港會議展覽中心新翼      |
| 22   | 2月26日 | 香港             | 香港特別行政區              | 香港會議展覽中心新翼      |
| 23   | 2月27日 | 香港             | 香港特別行政區              | 香港會議展覽中心新翼      |
| 24   | 2月28日 | 香港             | 香港特別行政區              | 香港會議展覽中心新翼      |
| 25   | 3月1日  | 香港             | 香港特別行政區              | 香港會議展覽中心新翼      |
| 26   | 3月2日  | 香港             | 香港特別行政區              | 香港會議展覽中心新翼      |
| 27   | 3月3日  | 香港             | 香港特別行政區              | 香港會議展覽中心新翼      |
| 28   | 3月4日  | 香港             | 香港特別行政區              | 香港會議展覽中心新翼      |
| 29   | 3月5日  | 香港             | 香港特別行政區              | 香港會議展覽中心新翼      |
| 30   | 3月6日  | 香港             | 香港特別行政區              | 香港會議展覽中心新翼      |
| 31   | 3月26日 | 新加坡           | 新加坡                      | 新加坡室內體育館          |
| 32   | 3月27日 | 新加坡           | 新加坡                      | 新加坡室內體育館          |
| 33   | 3月31日 | 加拿大           | 安大略省多倫多              | Air Canada Centre         |
| 34   | 4月4日  | 美国             | 新澤西州大西洋城            | Trump Taj Mahal Resort    |
| 35   | 4月9日  | 美国             | 加利福尼亞州奧克蘭          | Kaiser Convention Center  |
| 36   | 4月11日 | 美国             | 加利福尼亞州洛杉磯          | Universal Amphitheatre    |
| 37   | 4月13日 | 加拿大           | 不列顛哥倫比亞省溫哥華      | General Motors Place      |
| 38   | 4月23日 | 马来西亚         | 聯邦直轄區吉隆坡            | 武吉加里爾國家體育場      |
| 39   | 4月24日 | 马来西亚         | 聯邦直轄區吉隆坡            | 武吉加里爾國家體育場      |
| 40   | 5月1日  | 中国             | 廣東省廣州市                | 天河體育場                |
| 41   | 5月2日  | 中国             | 廣東省廣州市                | 天河體育場                |
| 42   | 5月4日  | 中国             | 廣東省佛山市                | 順德體育中心              |
| 43   | 5月6日  | 中国             | 廣東省肇慶市                | 肇慶體育場                |
| 44   | 5月9日  | 中国             | 廣東省佛山市                | 佛山新廣場                |
| 45   | 5月10日 | 中国             | 廣東省廣州市                | 番禺體育中心              |
| 46   | 5月12日 | 中国             | 廣東省汕頭市                | 汕頭體育中心              |
| 47   | 5月14日 | 中国             | 廣東省珠海市                | 珠海體育場                |
| 48   | 5月16日 | 中国             | 廣東省韶關市                | 西河體育中心              |
| 49   | 5月21日 | 中国             | 河北省石家莊市              | 裕彤體育場                |
| 50   | 5月25日 | 中国             | 江蘇省無錫市                | 無錫體育中心              |
| 51   | 5月29日 | 中国             | 浙江省寧波市                | 寧波體育場                |
| 52   | 6月2日  |                  | 維多利亞州墨爾本            | Melbourne Park            |
| 53   | 6月4日  | 新南威爾士州悉尼 | Sydney Entertainment Centre |                           |
| 54   | 6月6日  | 昆士蘭州黃金海岸 | Jupiter's Theatre           |                           |
| 55   | 6月17日 | 中国             | 廣東省深圳市                | 深圳體育場                |
| 56   | 6月20日 | 英国             | 倫敦                        | London Docklands Arena    |
| 57   | 6月21日 | 英国             | 倫敦                        | London Docklands Arena    |
| 58   | 6月24日 | 中国             | 上海市                      | 虹口足球場                |
| 59   | 6月25日 | 中国             | 上海市                      | 虹口足球場                |
| 60   | 6月28日 | 中国             | 江蘇省南京市                | 五台山體育場              |
| 61   | 7月1日  | 中国             | 雲南省昆明市                | 拓東體育場                |
| 62   | 7月4日  | 日本             | 大阪府大阪市                | 大阪厚生年金會館大ホール  |
| 63   | 7月5日  | 日本             | 愛知縣名古屋市              | 名古屋市民會館大ホール    |
| 64   | 7月7日  | 日本             | 神奈川縣橫濱市              | 神奈川県民ホール          |
| 65   | 7月9日  | 日本             | 東京                        | 東京國際フォーラムAホール |
| 66   | 7月10日 | 日本             | 東京                        | 東京國際フォーラムAホール |

## 唱片專輯
1999年5月1日發行演唱會香港場現場錄音CD《1999 [ 友個人．演唱會 ] 》，7月1日發行現場錄影VCD，8月1日發行DVD。

### CD曲目
- DISC 1
  - 1. 释放自己（粤语）
  - 2. 今晚要尽情（粤语）
  - 3. 花花公子（粤语）
  - 4. 和好不如初（粤语）
  - 5. 日出时让恋爱终结（粤语）
  - 6. 怎么舍得你（粤语）
  - 7. 早已离开我（粤语）
  - 8. 我应该（粤语）
  - 9. 地球人（粤语）
  - 10. 逃亡（粤语）
  - 11. 不老的传说（粤语）
  - 12. 情书（国语）
  - 13. 越吻越伤心（粵語）/原来你甚么都不要（國語）
- DISC 2
  - 1. Ooh La La（粤语）
  - 2. 马路英雄（粤语）
  - 3. Medley: 情已逝/蓝雨/爱得比你深/头发乱了（粤语）
  - 4. 月半弯（粤语）
  - 5. 来来回回（粤语）
  - 6. 妳的名字  我的姓氏（粤语）
  - 7. 有个人（粤语）
  - 8. 头发乱了（粤语）
  - 9. 真情流露（粤语）
  - 10. 寂寞的男人（粤语）
  - 11. 爱是永恒（粤语）

### VCD曲目
- DISC 1
  - 1. 釋放自己（粤語）
  - 2. 今晚要盡情（粤語）
  - 3. 花花公子（粤語）
  - 4. 初吻（粤語）
  - 5. 和好不如初（粤語）
  - 6. 日出時讓戀愛終結（粤語）
  - 7. 怎麼捨得你（粤語）
  - 8. 早已離開我（粤語）
  - 9. 我應該（粤語）
  - 10. 地球人（粤語）
  - 11. 逃亡（粤語）
  - 12. 不老的傳說（粤語）
  - 13. 情書（國語）
  - 14. 越吻越傷心（粵語）/原來你甚麼都不要（國語）
  - 15. Ooh La La（粤語）

- DISC 2
  - 1. 馬路英雄（粤語）
  - 2. Medley: 情已逝/藍雨/愛得比你深/頭髮亂了（粤語）
  - 3. 月半彎（粤語）
  - 4. 來來回回（粤語）
  - 5. 妳的名字  我的姓氏（粤語）
  - 6. 有個人（粤語）
  - 7. 頭髮亂了（粤語）
  - 8. 深海（國語）
  - 9. 忘記你我做不到（國語）
  - 10. 藍雨（粵語）
  - 11. 真情流露（粤語）
  - 12. 寂寞的男人（粤語）
  - 13. 爱是永恆（粤語）

### DVD曲目
- 1. 釋放自己（粤語）
- 2. 今晚要盡情（粤語）
- 3. 花花公子（粤語）
- 4. 初吻（粤語）
- 5. 和好不如初（粤語）
- 6. 日出時讓戀愛終結（粤語）
- 7. 怎麼捨得你（粤語）
- 8. 早已離開我（粤語）
- 9. 我應該（粤語）
- 10. 地球人（粤語）
- 11. 逃亡（粤語）
- 12. 不老的傳說（粤語）
- 13. 情書（國語）
- 14. 越吻越傷心（粵語）/原來你甚麼都不要（國語）
- 15. Ooh La La（粤語）
- 16. 情不禁（粤語）
- 17. 馬路英雄（粤語）
- 18. Medley: 情已逝/藍雨/愛得比你深/頭髮亂了（粤語）
- 19. 月半彎（粤語）
- 20. 來來回回（粤語）
- 21. 妳的名字  我的姓氏（粤語）
- 22. 有個人（粤語）
- 23. 頭髮亂了（粤語）
- 24. 深海（國語）
- 25. 忘記你我做不到（國語）
- 26. 藍雨（粵語）
- 27. 真情流露（粤語）
- 28. 寂寞的男人（粤語）
- 29. 爱是永恆（粤語）